# 시그너스 (우주선)

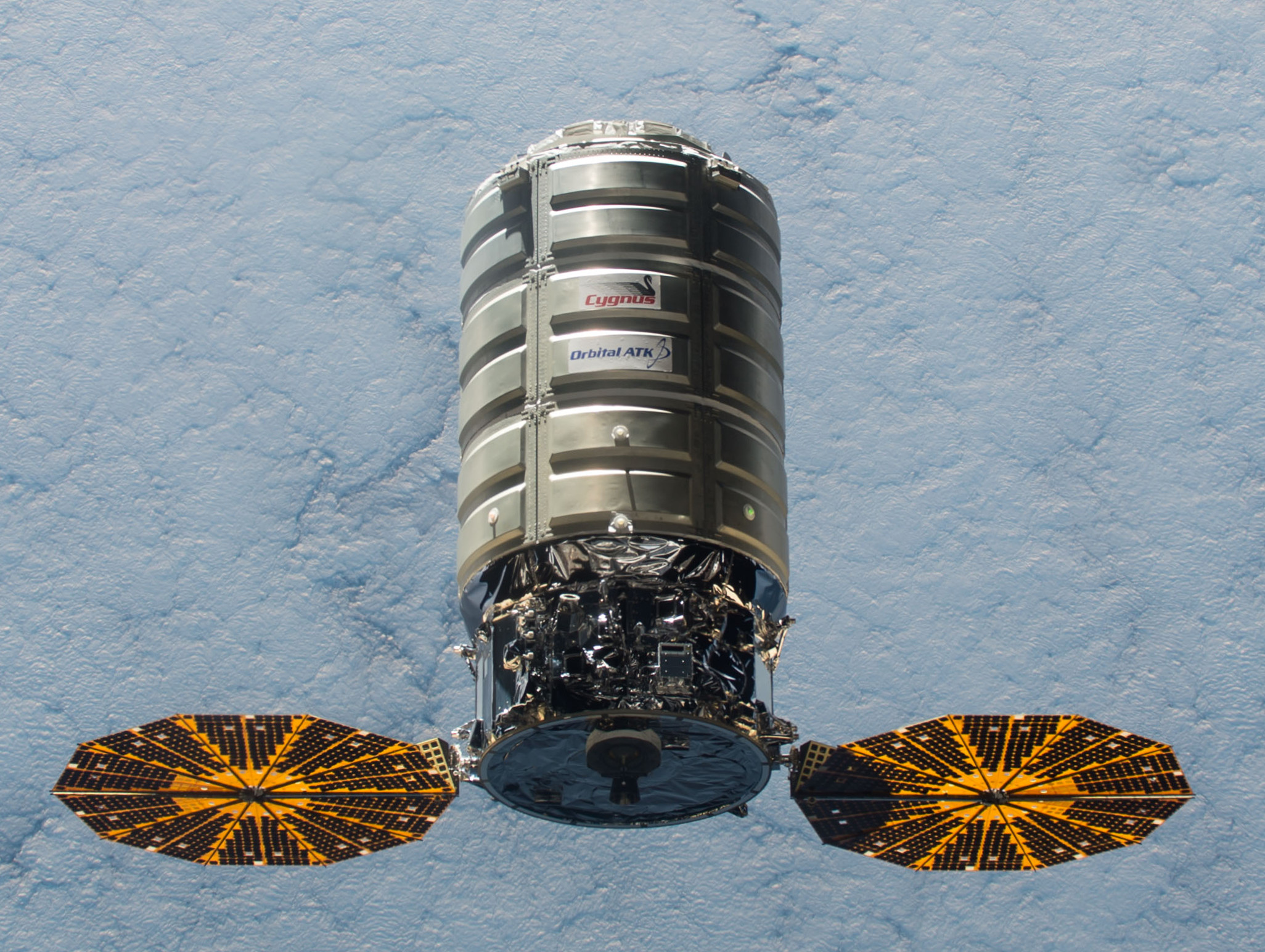

시그너스(Cygnus)는 오비탈 사이언스와 탈레스 알레니아 스페이스에서 개발중인 무인우주화물선이다. 미국 NASA의 상업용 우주선 계획에 참여하고 있다.
국제우주정거장에 화물과 연료 등을 보급하는 무인우주선은 러시아의 프로그레스 우주선이 유일했는데, 최근에는 유럽의 ATV와 일본의 HTV가 개발되었다. 미국의 우주왕복선이 STS-135로 퇴역할 것이기 때문에, 그 이후에 국제우주정거장에 화물을 공급하기 위한 미국측의 수단으로서 개발되었다.

## 개발
2008년 12월 23일, NASA는 오비탈 사이언스와 19억 달러의 계약을 체결했다. 이 계약으로, 오비탈 사이언스는 2016년까지 8회의 시그너스 발사로, 최대 20톤의 화물을 국제우주정거장에 운반하게 되었다. 같은 날, NASA는 스페이스X와도 16억 달러의 계약을 체결했다. 이 계약으로, 스페이스X는 12회의 드래곤 (우주선)의 발사로, 최소 20톤 이상의 화물을 국제우주정거장에 운반하게 되었다. 31억 달러로 계약을 확장할 수 있다는 조건을 붙였다.
2010년 4월 오비탈은 시그너스의 풀스케일 모델을 전시했다.
최초 발사는 Taurus II 로켓에 실려, 2010년 말에 있을 계획이었으나
 2011년 12월로 연기되었다.

## 같이 보기
- 무인우주보급기(무인우주화물선, en:Unmanned resupply spacecraft)
  - 드래곤 (우주선) - 미국 NASA는 시그너스와 드래건과 계약을 체결했다
  - ATV - 유럽 ESA가 개발한 비슷한 무인우주화물선
  - HTV - 일본 JAXA가 개발한 비슷한 무인우주화물선
  - 프로그레스 우주선 - 러시아 RKA가 개발한 비슷한 무인우주화물선